# Kinder Sorpresa
Il Kinder Sorpresa è un prodotto alimentare dell'industria dolciaria Ferrero.

## Storia
L'idea della produzione di un alimento a forma di uovo nasce nel 1968 assieme ad una linea di prodotti per bambini denominata Kinder Ferrero. L'inventore William Salice è vissuto a Casei Gerola, in provincia di Pavia.
Nel 2004 si sono festeggiati i 30 anni della nascita del Kinder Sorpresa (1974-2004). Per l'occasione l'azienda Ferrero ha organizzato una mostra itinerante, che è stata esposta in varie città italiane e all'estero. La mostra comprendeva un grande numero di collezioni sino al 2004.

## Prodotto

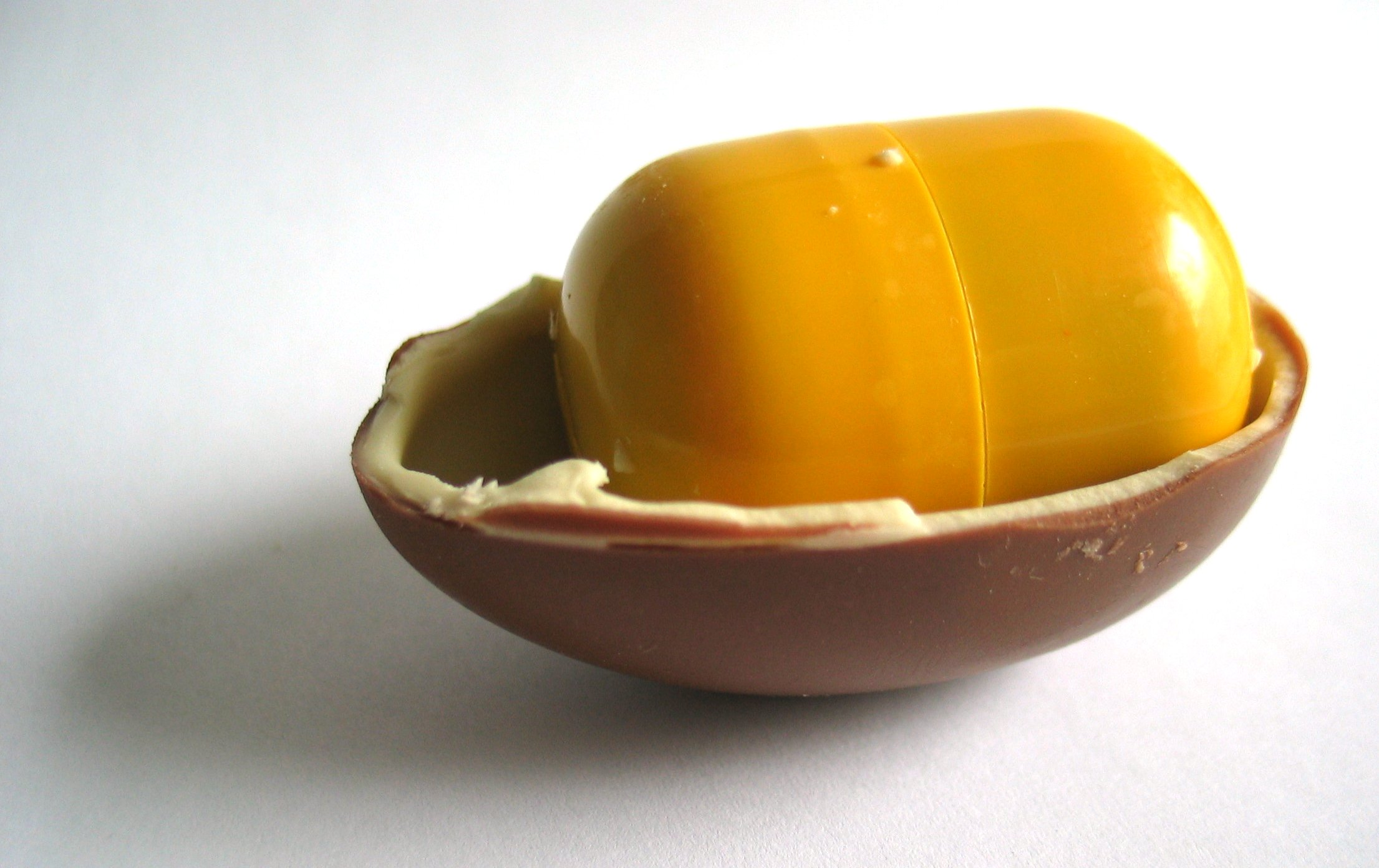
Ovetto aperto con sorpresa

Il Kinder Sorpresa è uno snack dolce a forma di uovo cavo contenente al suo interno un piccolo gadget. L'uovo è composto da un guscio di cioccolato al latte, coperto internamente da uno strato di glassa al latte.  All'interno dell'uovo di cioccolato è inserito, per garantire l'igiene dell'alimento, un involucro di plastica a forma di capsula, al cui interno si trova una sorpresa come un piccolo giocattolo, dei colori, ecc. Come per l'uovo di Pasqua la spinta all'acquisto è incentivata dalla presenza all'interno di un oggetto utilizzabile per altri scopi, in questo caso ludico. L'ovetto è imballato individualmente e venduto singolarmente (20 g) o in confezione da tre o sei pezzi. 
L'alimento viene prodotto in sette stabilimenti: Alba, Stadtallendorf, Belsk Duży, Arlon, Vladimir, La Pastora e San José Iturbide.

## Varianti
In seguito al successo dell'alimento, la Kinder ha progettato e immesso sul mercato diverse varianti.
- Kinder Gran Sorpresa (1988): è un uovo di Pasqua prodotto dalla Kinder.[5][6] L'uovo ha la stessa composizione del Kinder Sorpresa, variando però nelle dimensioni (attualmente 150, 220, 320 g).[7]
- Kinder Schoko Bons (2000): è un cioccolatino ripieno a forma di uovo.
- Kinder Merendero/Joy (2002): è uno snack cremoso che nasce come sostituto per i periodi dell'anno o zone del pianeta più caldi.[5] È composto da due vaschette semiovali in plastica che unite prendono la forma del classico ovetto. Nella prima metà è presente lo snack, formato dalla compresenza della crema di cacao con una glassa morbida al latte, in cui sono immerse due palline meringate al cioccolato; nella seconda metà è inserita la sorpresa. Fra i due gusci è presente anche un cucchiaino per gustare il prodotto. Dopo un test di mercato in Puglia, Molise e sulla riviera adriatica nel 1999, durante il quale era distribuito sotto il nome di Kinder Joy, la Ferrero ha lanciato il Kinder Merendero, distribuito dal 2002 nel resto d'Italia e in diversi paesi. Dal 2013 il Kinder Merendero perde parzialmente il suo carattere stagionale di vendita da maggio a settembre, mantenendo tuttavia il periodo di maggior battage pubblicitario e il lancio delle nuove collezioni durante la piena estate. In molti paesi all'estero il dolce ha mantenuto la denominazione di Kinder Joy, poi reintrodotta anche in Italia. Dal 2018 è distribuito negli USA.

## Gadget

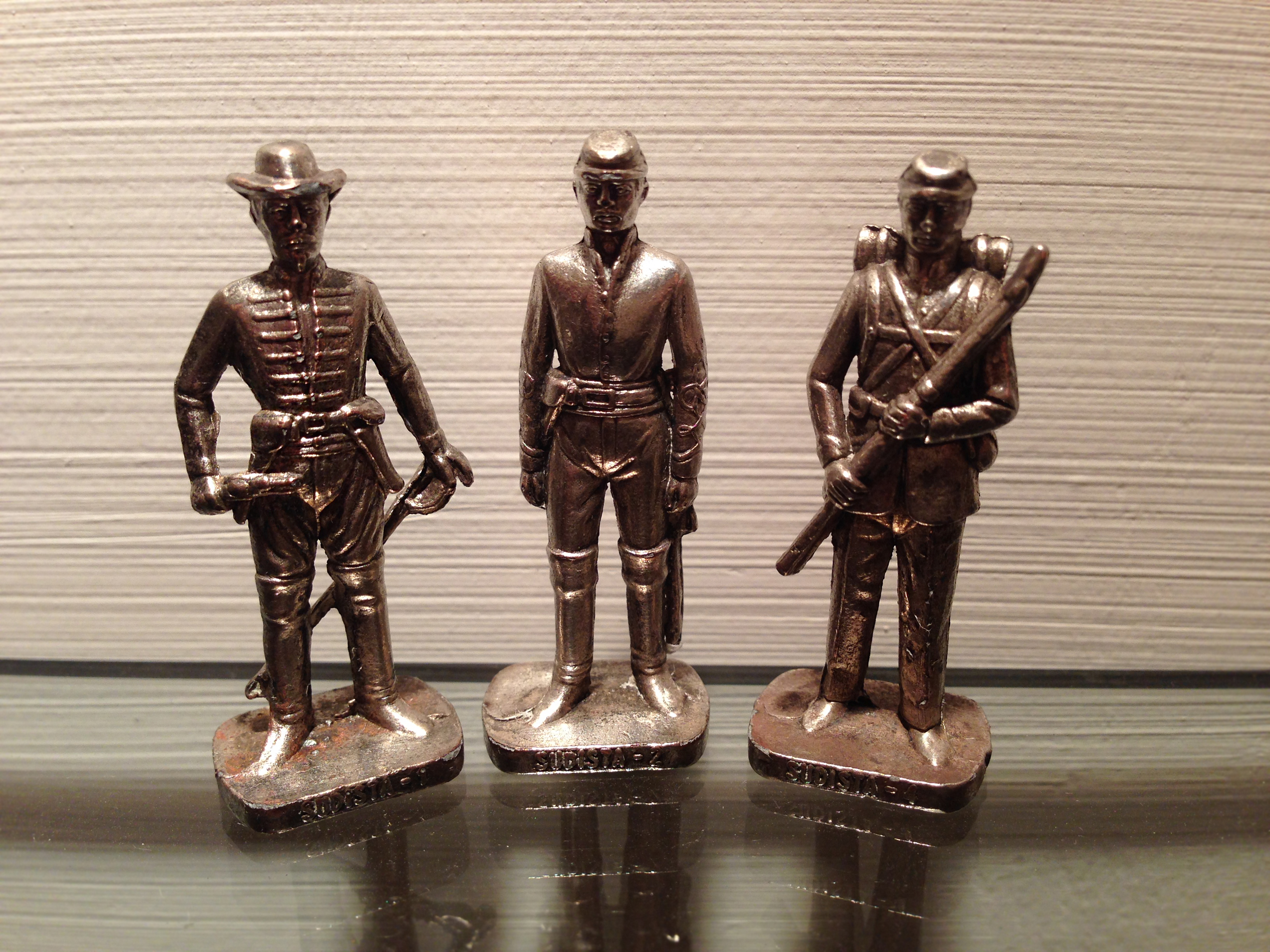
Soldatini di metallo provenienti da un Kinder Sorpresa

Le sorprese sono rappresentate da piccoli e ingegnosi giocattoli o modellini di plastica e raramente in altri materiali (legno o lega metallica).
Dal 1991 sono state introdotte le miniature dipinte a mano (10 animali con tema comune, disponibili per un periodo limitato) tali da considerarsi in "serie" e per questo essere ricercate e collezionate.
Essendo il volume dell'involucro in plastica di dimensioni ridotte i giocattoli sono spesso smontati ma facilmente assemblabili dai bambini piccoli, anche grazie alla cartina di istruzioni inclusa. Tra questi, ad esempio, modellini di antichi e moderni mezzi di locomozione, buffi animali o personaggi umani e macchinine, sino ai soldatini.
Lo studio per la progettazione dell'ingombro e posizione dei pezzi da inserire nell'involucro (i cui due estremi sono sferici) necessita dell'uso di calcoli di volumetria. Dal 2013 la progettazione e produzione dei giocattoli è stata delegata ad una divisione specifica dell'azienda, denominata  Kinder Surprise Company.

### Collezionismo
La precisione e la cura dei dettagli profusi nell'ideazione, produzione e decorazione sono tali che questi oggetti, grazie anche al costo minimo di acquisto, sono diventati nel tempo fonte di collezionismo di massa e le sorprese furono catalogate dagli stessi collezionisti in elenchi non ufficiali; non è mai stato mantenuto infatti un elenco ufficiale delle "sorprese" che si potevano trovare nell'ovetto Kinder e solo recentemente e sporadicamente sono stati stampati elenchi da parte del produttore.
Inoltre, le prime sorpresine apparse sul mercato e per diversi anni erano prive della sigla identificativa K-aa (dove aa corrisponde all'anno di produzione), una consuetudine iniziata solo alla fine degli anni ottanta con la crescita del fenomeno del collezionismo, al fine di permettere una più facile catalogazione a chi fosse interessato. L'idea della sorpresa contenuta in un involucro a forma di ovetto è stata sfruttata da molte industrie del settore.

## Casi mediatici

### Stati Uniti
Gli ovetti Kinder sono vietati negli USA, a causa del Federal Food, Drug, and Cosmetic Act del 1938, che impedisce di introdurre materiale non commestibile all'interno di generi alimentari. La sicurezza dei bambini viene spesso citata per giustificare la proibizione.
L'importazione di un Kinder Sorpresa negli Stati Uniti d'America può portare a una multa di 300 dollari e al sequestro e alla distruzione dell'oggetto da parte delle autorità. Tuttavia, dal 2018 è stato ottenuto il via libera per mettere in vendita il Kinder Joy (in Italia, noto in passato come Kinder Merendero), dove il giocattolo è separato dal cioccolato e quindi sicuro per i bambini e in regola con la legge.

### Regno Unito
Nel 2000, tre bambini nel Regno Unito sono morti per soffocamento dopo aver ingoiato la sorpresa contenuta nell'ovetto. I genitori promossero una campagna per il ritiro del prodotto dall'Unione europea. La proposta venne discussa nella Camera dei comuni e dal Dipartimento del commercio e dell'industria, i quali sentenziarono che "La tragica morte dei bambini è stata causata dall'ingestione di parti minute del contenuto dell'uovo di cioccolato. Molti altri prodotti e giocattoli con parti minute sono disponibili in commercio. Se si cominciasse a vietare ogni prodotto che potrebbe essere ingoiato da un bambino, rimarrebbero pochi giocattoli sul mercato".

### Romania
Nel novembre 2016 il giornalista Nick Parker, corrispondente del Sun in Romania, pubblica un articolo nel quale dichiara che Ferrero sfrutterebbe la manodopera rumena per creare le sorprese del famoso "ovetto", con una retribuzione di circa 22 penny (26 centesimi in euro) l'ora e facendo lavorare anche bambini di 6 anni. Nell'articolo viene presentata la testimonianza della famiglia Juri, dove sia i genitori che i figli lavorerebbero per Ferrero assemblando i giocattoli del Kinder Sorpresa.